# Hallokids Radio
Hallokids Radio is een Nederlandse online-radiozender voor kinderen. Op de zender wordt vrijwel non-stop kindermuziek gedraaid.

## Geschiedenis
Op 1 april 2021 werden alle gepresenteerde programma's op Efteling Kids Radio stopgezet; de zender zou voortaan verdergaan als non-stopmuziekzender. Daarop besloten dj's Arnoud Schellenberg en Mayoni Oosterhoff een nieuwe zender te starten onder de naam Hallokids Radio. Hiertoe werd het bedrijf Hallokids Media opgericht. Op 1 mei 2021 ging de zender van start.
Op 12 februari 2022 ging Dirk Scheele aan de slag als dj bij Hallokids Radio.
Eveneens in 2022 werden zowel Oosterhoff als de zender genomineerd voor de Online Radioawards.
Ook zond Hallokids Radio dat jaar live uit vanuit Beeld en Geluid Den Haag tijdens de Kinderpodcastdagen.